# Plouha
 Plouha  (también así en bretón) es una población y comuna francesa, situada en la región de Bretaña, departamento de Côtes-d'Armor, en el distrito de Saint-Brieuc y cantón de Plouha.

## Demografía
| 4365 | 4296 | 4195 | 4248 | 4197 | 4397 |
| Para los censos de 1962 a 1999 la población legal corresponde a la población sin duplicidades (Fuente: INSEE [Consultar]) |      |      |      |      |      |